# マルツァル川
マルツァル川（ハンガリー語、Marcal）とは、ユーラシア大陸西部のハンガリー小平原を流れる河川の1つである。ただし、ハンガリー小平原はハンガリー国外へも続いているものの、マルツァル川の流路は全域がハンガリー国内のみを流れている。ハンガリーアルミニウム赤泥流出事故の際に、この川は汚染された。なお、片仮名表記ではマーチャル川などと書かれる場合もあるものの、本稿では以降マルツァル川に統一する。

## 地理
マルツァル川は、概ね南から北の方向へと流れており、その長さは約100 km、流域面積は約3000 km2である

。
流路の全域がハンガリー国内の西部で、ヴェスプレーム県とヴァシュ県との県境付近を流れている。マルツァル川は、ドナウ川の支流の1つであるラーバ川の右岸へと合流する、ラーバ川の支流の1つである。ラーバ川もマルツァル川も、共にハンガリー小平原の南端部を、概ね南から北へと流れている河川だ。そして、マルツァル川の下流部には、このラーバ川に沿うように、数kmの距離をおいて、ほぼ平行するようにして流れている場所も存在する

。

## 汚染

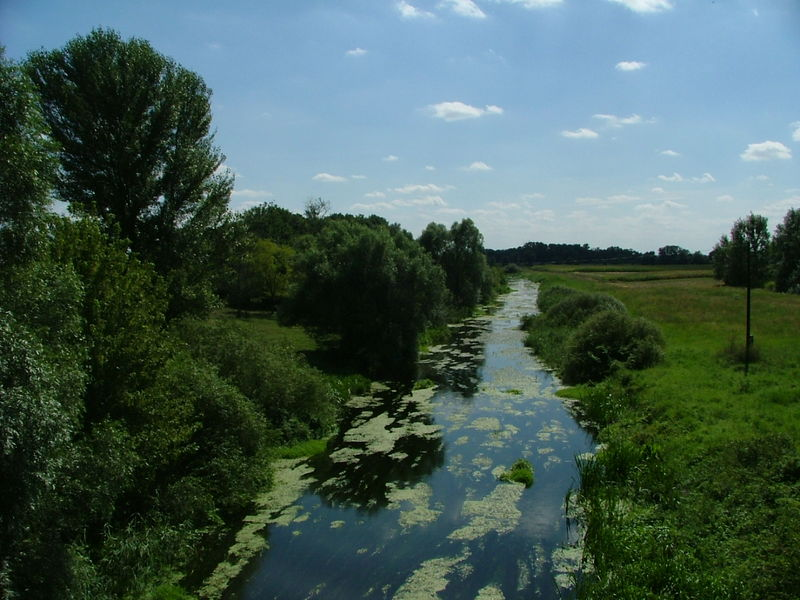
事故前、2004年頃のマルツァル川。

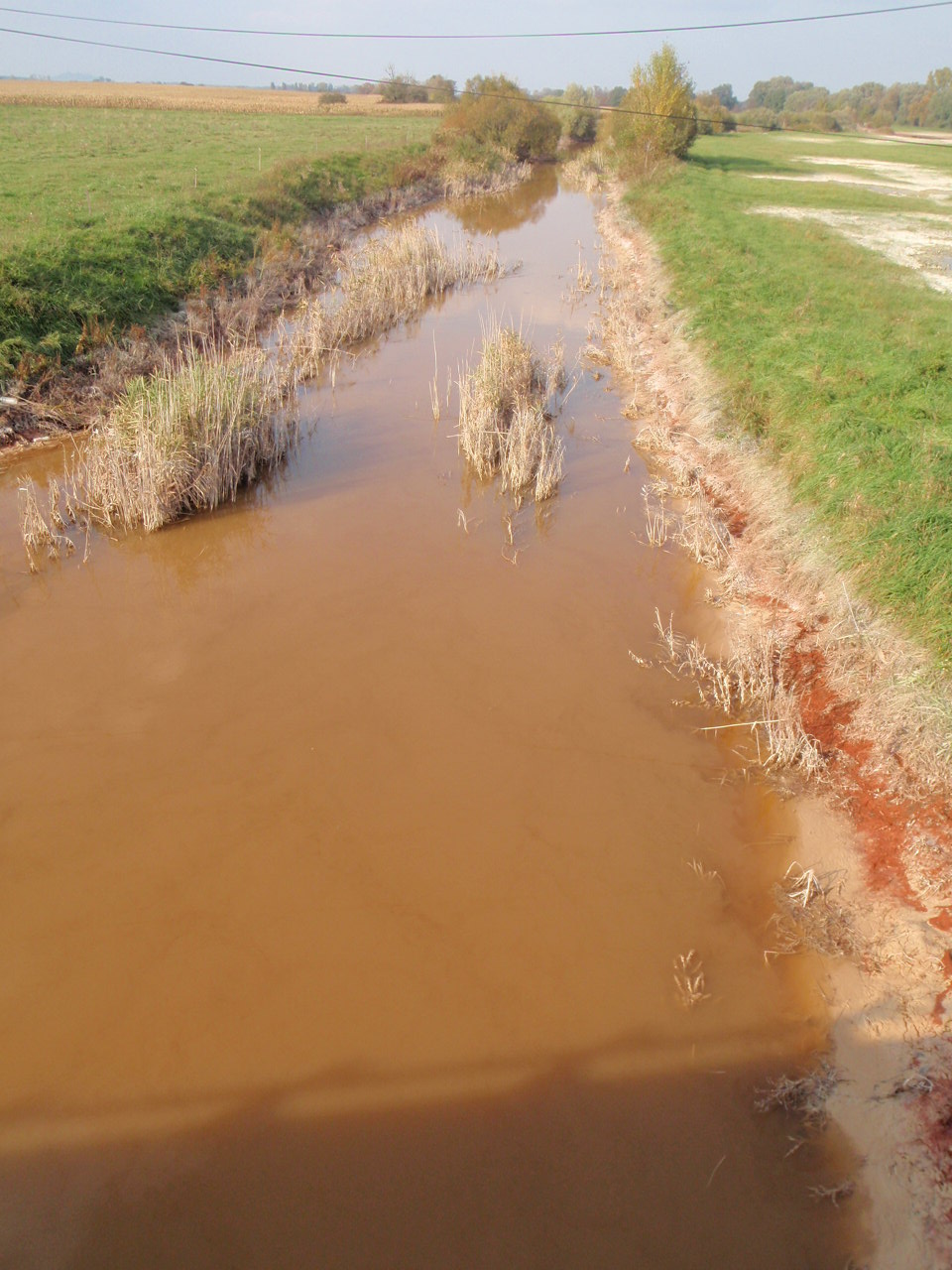
赤泥流出が起こってから1週間後のマルツァル川の様子。

2010年10月に発生したハンガリーアルミニウム赤泥流出事故の際に、マルツァル川には、マルツァル川の支流の1つであるトルナと言う小川を通して、アルミニウム工場からの廃水

が流れ込み、マルツァル川のトルナ川との合流点より下流側も汚染された。この時、これ以上下流の河川への汚染の広がりを喰い止めるべく、ハンガリー政府がマルツァル川へ石膏を流し込むということを行った。しかしながら、この作戦は失敗し、結局マルツァル川の合流先のラーバ川も、ラーバ川の合流先のドナウ川も、この事件によって流出した廃液によって汚染されてしまった。